# Saint-Martin-des-Fontaines
Saint-Martin-des-Fontaines is een gemeente in het Franse departement Vendée (regio Pays de la Loire) en telt 206 inwoners (1999). De plaats maakt deel uit van het arrondissement Fontenay-le-Comte.

## Geografie
De oppervlakte van Saint-Martin-des-Fontaines bedraagt 5,6 km², de bevolkingsdichtheid is 36,8 inwoners per km².
De onderstaande kaart toont de ligging van Saint-Martin-des-Fontaines met de belangrijkste infrastructuur en aangrenzende gemeenten.

## Demografie
Onderstaande figuur toont het verloop van het inwonertal (bron: INSEE-tellingen).

1. ↑  Populations de référence 2022.